# Unplugged at the Walls
Unplugged at the Walls – akustyczna płyta koncertowa Marillion. Nagrana została w restauracji the Walls w niewielkim miasteczku na wybrzeżu Walii.

## Lista utworów
CD1:
1. Beautiful
2. Beyond You
3. Afraid of Sunrise
4. Runaway
5. Now She'll Never Know
6. Alone Again in the Lap of Luxury
7. The Space
8. Fake Plastic Trees
9. Holloway Girl
10. King

CD2:
1. The Answering Machine
2. Gazpacho
3. Cannibal Surf Babe
4. Blackbird
5. Abraham Martin and John
6. Hooks in You
7. 80 Days